# Trust IV
 (février 2023).
Si vous disposez d'ouvrages ou d'articles de référence ou si vous connaissez des sites web de qualité traitant du thème abordé ici, merci de compléter l'article en donnant les références utiles à sa vérifiabilité et en les liant à la section « Notes et références ».
Albums de Trust
Marche ou crève
(1981) Rock'n'Roll
(1984)
Trust IV est le quatrième album studio du groupe de hard rock français Trust sorti en 1983 et enregistré et mixé au Studio Davout à Paris. Une version anglaise est également sortie en 1984 sous le titre "Man's Trap".
Après l'échec relatif de Marche ou crève, le groupe qui d'habitude enregistre ses albums en urgence, décide de prendre son temps en réalisant le suivant en six mois. Le producteur Andy Johns est recruté et les sessions se déroulent à Paris au studio Davout. Avant les sessions de l'album, le groupe Iron Maiden a échangé leur batteur Clive Burr avec celui de Trust. Bernie Bonvoisin décide de changer d'approche dans l'écriture des chansons en proposant des textes moins directs qu'à l'habitude, tandis que les compositions sont plus travaillées et peaufinées. De plus, l'album est divisé en deux parties, avec la seconde qui raconte le choix qu'a l'individu entre le bien et le mal, caractérisé par les chœurs grégoriens. Le groupe décide de réaliser le tube "Idéal" pour mieux vendre l'album à l'instar de "Antisocial" sur Répression.
À sa sortie, l'album sera boudé par le public, mais bien accueilli par les critiques.

## Liste des morceaux

### Version française
| No | Titre                   | Auteur                                       | Durée |
| -- | ----------------------- | -------------------------------------------- | ----- |
| 1. | Par compromission       | Bernie Bonvoisin, Norbert Krief, Yves Brusco | 4:18  |
| 2. | Varsovie                | Bonvoisin, Krief, Brusco                     | 5:00  |
| 3. | Les Armes aux yeux      | Bonvoisin, Krief, Brusco, Moho Chemlakh      | 3:52  |
| 4. | Idéal                   | Bonvoisin, Krief, Brusco                     | 4:26  |
| 5. | Le Pouvoir et la Gloire | Bonvoisin, Krief, Chemlakh                   | 3:37  |
| 6. | Purgatoire              | Bonvoisin, Krief, Brusco                     | 4:08  |
| 7. | Le Pacte                | Bonvoisin, Krief                             | 3:46  |
| 8. | La Luxure               | Bonvoisin, Krief, Brusco                     | 5:13  |
| 9. | Jugement dernier        | Bonvoisin, Krief                             | 5:21  |

### Version anglaise
| No | Titre                                         | Auteur                                         | Durée |
| -- | --------------------------------------------- | ---------------------------------------------- | ----- |
| 1. | Hell on the Seventh (Par compromission)       | Bonvoisin, Krief, Brusco, Alex Young           | 4:15  |
| 2. | Uptown Martyrs (Varsovie)                     | Bonvoisin, Krief, Brusco, Young                | 3:54  |
| 3. | Have a Care for a Shadow (Les armes aux yeux) | Bonvoisin, Krief, Brusco, Moho Chemlakh, Young | 3:47  |
| 4. | Fireball (Idéal)                              | Bonvoisin, Krief, Brusco, Young                | 4:21  |
| 5. | Power of the Knife (Le pouvoir et la gloire)  | Bonvoisin, Krief, Chemlakh, Young              | 3:29  |
| 6. | Black Angel (Purgatoire)                      | Bonvoisin, Krief, Brusco, Young                | 4:11  |
| 7. | Against the Law (Le pacte)                    | Bonvoisin, Krief, Young                        | 3:44  |
| 8. | Man's Trap (Jugement dernier)                 | Bonvoisin, Krief, Young                        | 3:31  |
| 9. | 84 (La luxure)                                | Bonvoisin, Krief, Brusco, Young                | 5:10  |

## Formation
- Bernie Bonvoisin : chant
- Norbert Krief : guitare
- Mohamed Chemlakh : guitare
- Yves Brusco : basse
- Clive Burr : batterie